# خلوصي الخيري
خلوصي الخيري (1908) سياسي فلسطيني ولد في الرملة.انتخب عدة مرات عضواً في المجلس النيابي، وانتخب عضواً في الوفد الذي مثل فلسطين عام 1963. وتوفي في الثمانينيات في عمان

## تعليمه
أكمل دراسته الأولية في الرملة ودرس القرآن الكريم على يد الشيخ محمد القادري من علماء الرملة. ثم قصد بيت المقدس لتلقي دراسته الثانوية في مدرسة المطران، ومدرسة الفرندز في رام الله، والكاردينال فراري (كلية  تراسنطة)، وبعد أن نال الشهادة الثانوية، حاصل على شهادة البكالوريوس في العلوم السياسية والاقتصاد من الجامعة الأمريكية ببيروت وتخرج عام 1928، أكمل دراسته العليا في انجلترا وحصل على شهادة الماجستير في الإدارة المدنية من مدرسة لندن للاقتصاد كلية لندن للاقتصاد عام 1931.

## حياته العملية
عينته سلطات الانتداب البريطاني كرئيس لدائرة المنشورات في السكرتيرية العامة بالقدس لثلاث سنوات (1932-1935) ثم كمفوض للمنطقة لمدة عشر سنوات (1935-1945) ومدير المكتبات العربية في واشنطن لمدة سنتين (1945-1947) انتخب عضواً في البرلمان الأردني خلال (1950-1956)، وعين وزيراً لعدة وزارات وهي:
- وزيرًا للتجارة والزراعة من عام (1949-1950).
- وزيرًا للصحة والشؤون الإجتماعية من (1952-1952).
- وزيرًا للإقتصاد والتجارة من عام (1952-1953).
- وزيرًا للإقتصاد والإنشاء والتعمير من عام (1955-1955)، ومن عام (1959-1960).
- وزيرًا للمالية والإقتصاد من عام (1955-1956).
- وزيرًا للإقتصاد من عام(1956-1956).
- وزيرًا للإقتصاد الوطني من عام (1956-1956)، ومن عام (1957- 1959).
- وزيرًا للإقتصاد الوطني والتربية والتعليم من عام (1957-1958).